# Avenue de Bretagne
L'avenue de Bretagne est une voie publique de la commune française de Rouen.

## Situation et accès
L'avenue de Bretagne est située sur la rive gauche de la Seine.
Le métro suit son parcours. Il y a un arrêt : la station Saint-Sever.

## Historique
Avant la création du boulevard de l'Europe, elle allait de la place Joffre à la rue du Pré.

## Bâtiments remarquables et lieux de mémoire
- no 50 : Caisse primaire d'assurance maladie de Rouen-Elbeuf-Dieppe
- Centre Saint-Sever